# Eubliastes adustus
Eubliastes adustus är en insektsart som först beskrevs av Bolívar, I. 1881.  Eubliastes adustus ingår i släktet Eubliastes och familjen vårtbitare. Inga underarter finns listade i Catalogue of Life.